# ビル・ヴァーニー
ハロルド・ウィリアム・"ビル"・ヴァーニー（Harold William "Bill" Varney, 1934年1月22日 - 2011年4月2日）は、アメリカ合衆国のサウンドミキサーである。『スター・ウォーズ/帝国の逆襲』（1980年）と『レイダース/失われたアーク《聖櫃》』（1981年）によりアカデミー録音賞を2度受賞した。アカデミー録音賞には他に『デューン/砂の惑星』（1984年）と『バック・トゥ・ザ・フューチャー』（1985年）でもノミネートされた。

## 生涯
マサチューセッツ州ビバリーで生まれる。
ヴァーニーの最古の参加作品のひとつは1950年代の歌手のジョーン・バエズに焦点を当てた映画であった。バエズの父親はマサチューセッツ工科大学の物理学の教授であった。ヴァーニーは1961年に南カリフォルニアに移り、ブリタニカ百科事典に関する教育映画を製作した。
1972年に映画及びテレビの音響ミキシングの仕事を始め、そこから25年じゃらで85作品に参加した。1985年にユニバーサル・ピクチャーズに入るまでの14年間はサミュエル・ゴールドウィン・カンパニーで働いた。
アカデミー録音賞は『スター・ウォーズ/帝国の逆襲』（1980年）と『レイダース/失われたアーク《聖櫃》』（1981年）で獲得した。彼は他に『デューン/砂の惑星』（1984年）と『バック・トゥ・ザ・フューチャー』（1985年）でもノミネートされた。さらにテレビミニシリーズ『ルーツ』（1977年）でエミー賞にノミネートされた。
他に参加した著名作品には『ラスト・ワルツ』（1978年）、『グリース』（1978年）、『普通の人々』（1980年）、『ポルターガイスト』（1982年）、『ドラゴンハート』（1996年）などがある。
1998年までにはニバーサル・ピクチャーズのサウンド・オペレーションの副社長に昇進していた。同年、1958年のオーソン・ウェルズの映画『黒い罠』の音響再編集に協力した。
2001年にユニバーサルを退職し、2003年にアラバマ州フェアホープに移った。
2011年4月2日にフェアホープで心不全により77歳で亡くなった。